# Ophiopogon malcolmsonii
Ophiopogon malcolmsonii är en sparrisväxtart som beskrevs av John Forbes Royle. Ophiopogon malcolmsonii ingår i släktet Ophiopogon och familjen sparrisväxter.
Artens utbredningsområde är Burma. Inga underarter finns listade i Catalogue of Life.